# Diccionari Grec-Català
El Diccionari Grec-Català. D'Homer al segle II dC, és un diccionari bilingüe grec antic-català, fruit de l'obra col·lectiva d'un grup d'hel·lenistes catalans, sota la direcció de Joan Alberich i Mariné i Francesc J. Cuartero i Iborra, publicat l'any 2015. Conté unes 90.000 entrades, cosa que el converteix en un diccionari molt ambiciós, gairebé al nivell del Liddell & Scott anglès i el Bailly francès.
Els seus autors són els hel·lenistes Joan Alberich i Mariné, Jaume Almirall i Sardà, Xavier Crosas i Casacuberta, Francesc J. Cuartero i Iborra, Josep Granados i Serrat, Joan Andreu Martí i Gebellí, Daniel Ramon i Garcia i Montserrat Ros i Ribas. L'obra és fruit de 20 anys de treball, i és el primer diccionari grec antic-català en què el corpus lèxic grec no és copiat d'algun altre diccionari previ.

## Contingut
El diccionari comprèn el corpus lèxic dels textos grecs inclosos entre el període que s'inicia amb Homer i els poemes hesiòdics, fins als volts de l'any 200 dC. Per tant, inclou el vocabulari de l'època anomenada arcaica, el classicisme, l'hel·lenisme, gran part de la literatura d'època imperial, incloent-hi la Segona Sofística, els textos veterotestamentaris (versió dels Setanta) i neotestamentaris, i els primers autors cristians. L'obra també conté noms propis (antropònims, patronímics, gentilicis, teònims, topònims, etc.) i, per tant, en fa la normalització pel que fa a la seva transliteració al català. En el seu ànim exhaustiu, inclou també una gran proporció d'hàpaxs i dìs legómena (mots documentats només una o dues vegades, respectivament).
Amb la inclusió de noms propis, el diccionari contribueix a la fixació de les formes catalanes dels noms propis del grec antic. Pel que fa a la tria d'aquestes formes, els autors es basen en l'obra La transcripció dels noms propis grecs i llatins (1993), del mateix Alberich. El diccionari fa extensius els criteris de transcripció dels noms propis grecs a la grafia dels noms comuns i dels adjectius d'origen grec, amb l'ànim, expressat pels autors, de contribuir a «generalitzar les formes catalanes resultants de la transcripció adequada en substitució d'altres».

### Llista d'autors citats
A més de tot això, el diccionari comprèn un extensíssim apèndix de morfologia grega, corresponent al grec àtic, i un altre apèndix amb quinze mapes del món grec a l'antiguitat, amb la toponímia en català. També inclou un apèndix amb la llista d'autors citats amb les seves abreviatures:
- Alceu (Alc.)
- Alcífron (Alcífr.)
- Alcmà (Alcmà)
- Alexis (Alexis)
- Anacreont (Anacr.)
- Anaxàgoras (Anaxàg.)
- Anaxímenes (Anaxím.)
- Anaximandre (Anaximan.)
- Andòcides (Andòc.)
- Antifont (Antif.)
- Antoní Liberal (Ant. Lib.)
- Apol·loni Díscol (A. D.)
- Antologia grega (Ant.)
- Antímac de Colofó (Antím.)
- Apià (Ap.)
- Apol·lodor el Mitògraf (Apol·l.)
- Apol·loni de Rodes (A. R.)
- Aristòfanes (Ar.)
- Arat (Arat)
- Aristòtil (Arist.)
- Arquimedes (Arquim.)
- Arquíloc (Arqu.)
- Artemidor de Daldis (Artem.)
- Arrià (Arr.)
- Ateneu el Gramàtic (Aten.)
- Babri (Babr.)
- Baquílides (Baqu.)
- Bió (Bió)
- Bió Boristenita (Bió B.)
- Cal·límac (Cal·l.)
- Caritó (Carit.)
- Demòstenes (Dem.)
- Demòcrit (Demòcr.)
- Diògenes Laerci (D. L.)
- Dionisi d'Halicarnàs (D. H.)
- Diodor Sícul (D. S.)
- Dinarc (Din.)
- Dió Cassi (Dió Cassi)
- Dió Crisòstom (Dió Cris.)
- Dioscòrides (Diosc.)
- Elià (El.)
- Empèdocles (Empèd.)
- Eneas Tàctic (En. T.)
- Epicarm (Epicarm)
- Epicur (Epic.)
- Epictet (Epict.)
- Èsquil (Èsqu.)
- Èsquines (Èsquin.)
- Estesícor (Estes.)
- Estrabó (Estr.)
- Euclides (Eucl.)
- Eurípides (Eur.)
- Ferecides (Ferec.)
- Filó (Filó)
- Filòstrat (Filòstr.)
- Galè (Gal.)
- Gòrgias (Gòrg.)
- Gramàtics grecs (Gram.)
- Himnes homèrics (H. h.)
- Heliodor (Hel.)
- Hermesíanax de Colofó (Hermes.)
- Herodas (Herodas)
- Hesíode (Hes.)
- Heròdot (Heròd.)
- Hiperides (Hip.)
- Hipòcrates (Hipòcr.)
- Hipònax (Hipòn.)
- Homer (Hom.)
- Íbic (Íb.)
- Iseu (Iseu)
- Isòcrates (Isòcr.)
- Isop (Isop)
- Flavi Josep (Jos.)
- Licurg (Lic.)
- Licòfron (Licòfr.)
- Lísias (Lís.)
- Llucià (Lluc.)
- Longí (Longí)
- Longus (Long.)
- Marc Aureli (M. Aur.)
- Manetó (Man.)
- Matemàtics grecs (Matem.)
- Màxim d'Efes (Màx.)
- Menandre (Men.)
- Mimnerm (Mimn.)
- Moscos (Mosc.)
- Nicandre de Colofó (Nic.)
- Nou Testament (N. T.)
- Poemes òrfics (Orf.)
- Palèfat (Palèf.)
- Paníasis (Panías.)
- Parmènides (Parm.)
- Pausànias (Paus.)
- Píndar (Pínd.)
- Pitàgoras (Pit.)
- Plató (Pl.)
- Plutarc (Plut.)
- Polibi (Pol.)
- Pseudo-Cal·lístenes (Ps.-Cal·l.)
- Rètors grecs (Rèt.)
- Safo (Safo)
- Semònides d'Amorgos (Sem.)
- Septuaginta (Sept.)
- Sext Empíric (Sext.)
- Simònides (Sim.)
- Soló (Soló)
- Sòfocles (Sòf.)
- Teòcrit (Teòcr.)
- Teofrast (Teofr.)
- Teognis (Teogn.)
- Tirteu (Tirt.)
- Tucídides (Tuc.)
- Xenofont (Xen.)
- Xenofont d'Efes (Xen. Ef.)
- Xenòfanes (Xenòf.)